# Glon
Glon ist ein Gemeindeteil von Ried im schwäbischen Landkreis Aichach-Friedberg in Bayern.

## Lage
Der Weiler liegt circa fünf Kilometer südöstlich von Ried.

## Geschichte
Glon liegt auf der Gemarkung von Baindlkirch und gehörte zu dieser Gemeinde.
Die selbstständige Gemeinde Baindlkirch wurde mit dem Ortsteil Glon am 1. Mai 1978 (Gebietsreform in Bayern) nach Ried eingegliedert.